# Gibasowe Siodło
Gibasowe Siodło (ok. 805 m) – płytka przełęcz w Paśmie Łysiny w Beskidzie Małym. Aleksy Siemionow podaje nazwę przełęcz Gibasowa i wysokość 809 m. Przełęcz znajduje się pomiędzy Gibasówką (841 m) a Gibasów Wierchem (Wielkim Gibasowym Groniem 890 m). Północne stoki przełęczy opadają do doliny Kocierzanki, południowe do doliny Łękawki. Rejon przełęczy to wielka polana Gibasy, na której dawniej istniało osiedle z kilkunastoma gospodarstwami. Obecnie na stałe zamieszkały jest tylko jeden dom. Jest to Chatka Gibasówka udzielająca gościny turystom. Na mapie Geoportalu osiedle Gibasy opisano jako Groń.
Przełęcz znajduje się w granicach wsi Ślemień w województwie śląskim, w powiecie żywieckim, w gminie Ślemień. Prowadzi przez nią szlak turystyczny i dochodzą do niej dwie gruntowe drogi dojazdowa do osiedla; jedna z Kocierza Rychwałdzkiego, druga z Koconia (z przełęczy Przydawki).
Szlaki turystyczne
 Kocierz Rychwałdzki – Łysina – Przełęcz Płonna – Płonne – Kucówki – Skolarówka – Czarne Działy – Gibasówka – Gibasowe Siodło – Wielki Gibasów Groń – Przełęcz pod Madohorą – Madohora – rozstaje Anuli – Smrekowica – rozdroże pod Smrekowicą – Suwory – Krzeszów.